# Тараканов, Сергей Николаевич
Сергей Николаевич Тараканов (род. 25 апреля 1958, Лодейное Поле, Ленинградская область) — советский и российский баскетболист, спортивный журналист. Мастер спорта СССР международного класса (1981), Заслуженный мастер спорта СССР (1981).

## Биография
В 1963 году вместе с семьёй переехал в Красноярск, где начинал заниматься баскетболом у Василия Репиты. Параллельно со спортом занимался музыкой и хорошо учился в школе.
В 1975 году переехал в Ленинград, где играл за «Спартак». После окончания спортинтерната N62 Тараканов поступил в кораблестроительный институт (1975—1977), затем учился в ГДОИФК им. П. Ф. Лесгафта (1977—1985), специальность — тренер, преподаватель.
Один из лучших нападающих в российском и европейском баскетболе 70-80-х гг. Тренировался у Анатолия Штейнбока.
- «Спартак» (Ленинград) (1975—1979 гг.).
- ЦСКА (1979—1990; 1986—1990 гг. — капитан команды)
- Спортивную карьеру завершил за рубежом, играя за Людвигсбургский «Штутгарт» (Германия) (1990—1991) и бельгийский клуб «Сан-Луи» (1991—1992).

Входил в сборную СССР (1979—1990 гг.), где добивался выдающихся достижений. Семь раз становился чемпионом СССР. Обладатель Межконтинентального Кубка в 1979 году. Трижды (1979, 1981, 1985 гг.) завоёвывал звание чемпиона Европы, а в 1987 — вице-чемпиона. Побеждал на чемпионате мира в 1982 году, становился Серебряным призёром в 1986 году. Безусловно, самым большим успехом, была победа на Олимпийских играх в Сеуле в 1988 году.
Награждён Орденом «Дружбы народов» (1988), медалью «За трудовое отличие», орденом Почета (2006).
Работал комментатором на телеканалах «Спорт», «Матч!». Являлся генеральным менеджером сборной России по баскетболу на чемпионате Европы по баскетболу 2007 и Олимпийских играх 2008.

## Семья
Отец — Николай Николаевич Тараканов (01.01.1934 — 2005), мать — Наталья Васильевна Тараканова (Кошкарева) (20.01.1932 — 1995). Дети — Екатерина (30.03.1982), Сара (11.10.1985), Александра (10.06.1992), Ника (11.05.2010).